# Samoa Air
Samoa Air es una aerolínea pequeña de Samoa aquello opera planificó vuelos entre las islas domésticas así como a Samoa americano. Lo También proporciona vuelos de carta y vuelos de transferencia médica.

## Incidentes
El 21 de junio de 2012, una aeronave de Aire del Samoa casi collided con un Polynesian aeronave de Aerolíneas cercana Fagali'i. Ambas aeronave era en el mismo camino de vuelo. La aviación civil emitió una popa que advierte a Aire de Samoa para fallar para seguir procedimientos operativos estándares. Aire de Samoa CEO, Chris Langton, discutido el resultado de la investigación.

## Paga por peso
Aire de Samoa obtuvo cobertura de prensa global por devenir la primera aerolínea en el mundial de cobrar clientes por equipaje de plus de peso de cuerpo.
El boleto está calculado por multiplicar un boleto de base (dependiendo de la ruta volada) por el peso total del pasajero más su equipaje. Así que un vuelo de pasajero de Apia a Asau pesando 80 kg y llevando 20 kg de equipaje pagaría US$132 para el vuelo (100 kg × US$1.32 boleto de base), mientras otro pasajero que pesa 60 kg y viajando sin el equipaje pagaría US$79.20 (60 kg × US$1.32 boleto de base) para el mismo vuelo. Los niños están cobrados en la misma manera en un 75 % índice.